# Teodor Meleșcanu
Teodor Viorel Meleșcanu (ur. 10 marca 1941 w Bradzie) – rumuński dyplomata, prawnik, polityk i wykładowca akademicki, w latach 1992–1996, w 2014 i od 2017 do 2019 minister spraw zagranicznych, od 2007 do 2008 minister obrony narodowej, w 2008 p.o. ministra sprawiedliwości, szef Służby Wywiadu Zagranicznego (2012–2014), dwukrotny kandydat w wyborach prezydenckich, w latach 2019–2020 przewodniczący Senatu.

## Życiorys
Ukończył w 1964 studia prawnicze na Uniwersytecie Bukareszteńskim, następnie kształcił się na tej uczelni w zakresie stosunków międzynarodowych. W 1973 obronił doktorat z prawa międzynarodowego na Uniwersytecie Genewskim.
W 1966 rozpoczął karierę w dyplomacji jako urzędnik Ministerstwa Spraw Zagranicznych, dochodząc w strukturach resortu do rangi ambasadora (1992). W latach 1978–1985 był drugim sekretarzem w stałym przedstawicielstwie Rumunii przy ONZ. Po przemianach politycznych w sierpniu 1990 objął stanowisko podsekretarza stanu w MSZ, odpowiadając za departament Ameryki Łacińskiej, Azji i Afryki. Od maja 1991 do listopada 1992 był sekretarzem stanu w tym resorcie. Również w 1992 został profesorem na wydziale nauk politycznych Uniwersytetu Bukareszteńskiego.
Od 19 listopada 1992 do 11 grudnia 1996 sprawował urząd ministra spraw zagranicznych w rządzie, na czele którego stał Nicolae Văcăroiu. W 1996 po raz pierwszy został wybrany w skład Senatu. Początkowo był związany z Partią Socjaldemokracji w Rumunii, w 1997 współtworzył i stanął na czele Sojuszu na rzecz Rumunii. Ugrupowanie to w 2000 nie dostało się do parlamentu, a w 2002 wraz ze swoim liderem dołączyło do Partii Narodowo-Liberalnej. W międzyczasie w 2000 Teodor Meleșcanu wystartował w wyborach prezydenckich, uzyskując niespełna 2% głosów. Po dołączeniu do PNL od 2002 do 2010 pełnił funkcję wiceprzewodniczącego tej partii, w 2002 rozpoczął również prowadzenie prywatnej praktyki adwokackiej.
W 2004 ponownie został wybrany do Senatu. Od 5 kwietnia 2007 do 22 grudnia 2008 był ministrem obrony narodowej w gabinecie Călina Popescu-Tăriceanu, od 15 stycznia 2008 do 29 lutego 2008 pełnił także obowiązki ministra sprawiedliwości. W 2008 po raz trzeci został senatorem, rezygnując z mandatu w 2012, tj. na kilka miesięcy przed końcem kadencji. W lutym tego samego roku z nominacji prezydenta Traiana Băsescu objął stanowisko szefa Służby Wywiadu Zagranicznego, które zajmował do września 2014. Przyjmując tę propozycję od skonfliktowanego z PNL prezydenta, zawiesił swoje członkostwo w partii, następnie został z niej usunięty. W 2014 ponownie kandydował w wyborach prezydenckich, otrzymując w pierwszej turze z 2 listopada nieco ponad 1% głosów.
10 listopada tegoż roku Teodor Meleșcanu dołączył do rządu Victora Ponty jako minister spraw zagranicznych. Zastąpił Titusa Corlățeana, którego odwołano po krytyce związanej z niezapewnieniem odpowiedniej liczby miejsc i kart do głosowania dla rumuńskiej diaspory w wyborach prezydenckich. Urzędował przez 8 dni – podał się do dymisji 18 listopada, gdy w przeprowadzonej dwa dni wcześniej drugiej turze wyborów prezydenckich doszło ponownie do nieprawidłowości blokujących możliwość udziału w głosowaniu przez część Rumunów mieszkających poza granicami kraju.
W wyniku wyborów w 2016 z ramienia Sojuszu Liberałów i Demokratów ponownie wszedł w skład Senatu. W styczniu 2017 kolejny raz został ministrem spraw zagranicznych w nowo utworzonym gabinecie Sorina Grindeanu. Utrzymał to stanowisko również w powołanym w czerwcu tegoż roku gabinecie Mihaia Tudosego oraz w utworzonym w styczniu 2018 rządzie Vioriki Dăncili. Został odwołany z funkcji ministra w lipcu 2019.
We wrześniu tegoż roku wybrany na przewodniczącego Senatu (w znacznej mierze dzięki głosom socjaldemokratów i bez poparcia macierzystego ugrupowania). W styczniu 2020 Trybunał Konstytucyjny uznał jego wybór za wadliwy, w lutym 2020 Teodor Meleșcanu zrezygnował z kierowania wyższą izbą parlamentu.

## Odznaczenia
- Order Gwiazdy Rumunii V klasy (2012)[17]
- Krzyż Komandorski z Gwiazdą Orderu Zasługi Rzeczypospolitej Polskiej (Polska, 2013)[18]